# Zach Stone będzie sławny
Zach Stone będzie sławny (ang. Zach Stone Is Gonna Be Famous, 2013) – amerykański serial komediowy stworzony przez Bo Burnhama i Dana Lagana. Wyprodukowany przez 3 Arts Entertainment.
Premierowy odcinek programu został wyemitowany 2 maja 2013 roku na amerykańskim MTV i był nadawany do 29 czerwca 2013 roku. W Polsce premiera odbyła się 19 października 2013 roku na antenie MTV Polska.
Dnia 26 czerwca 2013 roku zostało ogłoszone, że komedia Zach Stone będzie sławny został anulowany po pierwszym sezonie.

## Opis
Serial przedstawia losy osiemnastoletniego Zacha Stone’a, ucznia szkoły wyższej, który rezygnuje ze studiów. Chłopak zamierza nakręcić własne reality show. Gdy jego znajomi przygotowują się do nowego roku akademickiego, Zach obiera inną ścieżkę kariery.

## Obsada

### Główni
- Bo Burnham jako Zach Stone[3]
- Kari Coleman jako Sidney Stone[3]
- Tom Wilson jako Andrew „Drew” Stone[3]
- Cameron Palatas jako Andrew Michael „Andy” Stone[3]
- Caitlin Gerard jako Amy Page[3]
- Armen Weitzman jako Greg[3]

### Pozostali
- Shelley Hennig jako Christy Ackerman[3]
- Jason Rogel jako Marcus[3]
- Rory Scovel jako Pat[3]
- Robbie Amell jako Nick[3]

## Spis odcinków
| Światowa premiera | Polska premiera | N/o | Angielski tytuł                            |
| ----------------- | --------------- | --- | ------------------------------------------ |
|                   |                 |     |                                            |
| SERIA PIERWSZA    |                 |     |                                            |
|                   |                 |     |                                            |
| 02.05.2013        | 19.10.2013      | 01  | Pilot                                      |
|                   |                 |     |                                            |
| 09.05.2013        | 19.10.2013      | 02  | Zach Stone is Gonna Be a Recording Artist  |
|                   |                 |     |                                            |
| 16.05.2013        | 19.10.2013      | 03  | Zach Stone is Gonna Get a Makeover         |
|                   |                 |     |                                            |
| 23.05.2013        | 19.10.2013      | 04  | Zach Stone Is Gonna Make a Sex Tape        |
|                   |                 |     |                                            |
| 30.05.2013        | 19.10.2013      | 05  | Zach Stone Is Gonna Get Wild               |
|                   |                 |     |                                            |
| 06.06.2013        | 19.10.2013      | 06  | Zach Stone Is Gonna Be a Famous Chef       |
|                   |                 |     |                                            |
| 13.06.2013        | 19.10.2013      | 07  | Zach Stone Is Gonna Be The Zachelor        |
|                   |                 |     |                                            |
| 20.06.2013        | 19.10.2013      | 08  | Zach Stone Is Gonna Go Missing             |
|                   |                 |     |                                            |
| 20.06.2013        | 19.10.2013      | 09  | Zach Stone Is Gonna Be Scary               |
|                   |                 |     |                                            |
| 27.06.2013        | 19.10.2013      | 10  | Zach Stone Is Gonna Be an Actor            |
|                   |                 |     |                                            |
| 29.06.2013        | 19.10.2013      | 11  | Zach Stone Is Gonna Be a Hero              |
|                   |                 |     |                                            |
| 29.06.2013        | 19.10.2013      | 12  | Zach Stone is Gonna Be Famous (No, Really) |
|                   |                 |     |                                            |